# 胸最長筋
胸最長筋（きょうさいちょうきん、英語: longissimus thoracis muscle）は、長背筋のうち、中胸の深層に位置する筋肉である。最長筋のうち、頭最長筋と頸最長筋、胸最長筋の3部に分けられたものの一方である。仙骨、腰椎棘突起、下位胸椎横突起を起始とし、中側上方に向かって走り、第1～第2肋骨まで達し、内側は腰椎副突起、腰椎副突起に付着、外側は肋骨、腰椎肋骨突起、胸筋膜に付着する。
頭部および脊柱の後屈、側屈または回旋を行う。